# North Woodmere
North Woodmere es un área no incorporada (o conocidas como aldea) ubicada en el condado de Nassau en el estado estadounidense de Nueva York. North Woodmere se encuentra ubicada justo al norte de Woodmere.

## Geografía
North Woodmere se encuentra ubicada en las coordenadas 40°39′00″N 73°43′26″O / 40.65000, -73.72389.